# Bataille d'Akka
Guerre du Sahara occidental
Batailles
La bataille d'Akka a lieu les 25 et 26 janvier 1980 opposant les troupes du Front Polisario et l'armée marocaine dans la localité d'Akka et ses alentours, au Maroc.

## Déroulement
Le 25 janvier 1980, le Front Polisario lance une série d'attaques contre la localité d'Akka et les douars alentour, à savoir Oum Lâaleg, Douar Lkebbaba et Agadir Ouzrou. Les combats dans le douar d'Oum Lâaleg durent plusieurs heures. Les habitants du douar se défendent et résistent grâce à des fusils MAS 36 de fabrication française, distribués par l’État marocain après la Marche Verte. Les combattants du Polisario restent sur place malgré la résistance des habitants jusqu'à l'arrivée de l'armée marocaine en provenance de Tata. Le douar d'Oum Lâaleg dénombre 11 morts parmi les civils et 9 blessés.
Les polisariens s'attaquent également à Douar Lkebbaba et font deux morts. Les indépendantistes utilisent notamment dans les attaques un impressionnant arsenal à savoir des mortier 55, des roquettes et des orgues de Staline. Agadir Ouzrou est aussi investie par le Polisario mais l'intervention de 4 avions de combat venus de Tata permet de repousser les polisariens.
Le Front Polisario déclare avoir investi la localité d'Akka le 26 janvier après plusieurs heures de combat, tandis que le Maroc déclare avoir repoussé et infligé de lourdes aux polisariens. Les unités du Polisario se replient plus au sud.

## Bilan et conséquences
Selon le Polisario, l'armée marocaine a subi de lourdes pertes. Tandis que selon l'agence Maghreb-Afrique Presse, plus d'une centaine d'assaillants ont été tués alors que du côté marocain 9 soldats et 14 civils sont morts, et 23 soldats et 14 civils ont été blessés.

### Sources bibliographiques
1. ↑  La Pia et Sciortino, p. 86.
2. ↑  La Pia et Sciortino, p. 87.